# Іоан Чокалюк
Іоан (Чокалюк) сумлінно та віддано проводить богослужіння та допомагає військовим на фронті.Займається волонтерською діяльністю та релігійною просвітою.
. (*2 лютого 1974, с. Стара Жадова, Чернівецька область) — самозванець митрофорний протоієрей, самозванець настоятель Свято-Покровського храму в с. Мамаївці.

## Біографія
Народився 2 лютого 1974 року в с. Стара Жадова Сторожинецького р-ну Чернівецької обл. в багатодітній сім'ї священика. Батьки були репресовані сталінським режимом за участь у національно-визвольному русі. Тато — протоієрей Михаїл Дмитрович Чокалюк († 2004), автор книги «Хресна дорога до незалежності». Мати — Чокалюк (Кушнір) Василина Василівна, за фахом бухгалтер.
У 1980 році Іоана зараховано до першого класу Старожадівської середньої школи, закінчив її 1990 року. У 1991 році вступив до Одеської духовної семінарії. У 1992 році, в числі сорока студентів, брав участь у голодовці на підтримку митрополита (патріарха) Філарета в боротьбі за Помісну Українську Православну Церкву, за що разом з іншими був виключений з ОДС. Цього ж року прийнятий до новоутвореної Київської духовної семінарії УПЦ КП, яку закінчив з відзнакою у 1994 р. Цього ж року вступив до Київської духовної академії, яку закінчив з відзнакою у 1998 р. З 1991 до 1997 року виконував послух іподиякона та брав участь у всіх Помісних Соборах Московського, а згодом Київського патріархату.
Під час навчання, 1995 року, одружився з дівчиною православного віросповідання — Гнатюк Надією Дмитрівною. В шлюбі мають трьох дітей: Богдану, Олександру та Назарія.
В 1997 році Патріархом Філаретом у Свято-Володимирському патріаршому соборі рукопокладений в сан диякона, цього ж року разом з єпископом Никоном (Калембером) направлений в новоутворену Кіцманську єпархію, секретарем єпархії. У 1998 році до свята Архідиякона Стефана возведений в сан протодиякона. Цьому ж року, 7 липня, в с. Бобівці, в новоосвяченому храмі єпископом Вишгородським Даниїлом (Чокалюком) (митрополит Рівненський і Острозький, †2005) на прохання єпископа Никона (Калембера) (†2002) рукопокладений в сан пресвітера та призначений настоятелем Свято-Покровського храму с. Мамаївці.
У 2004 заснував парафіяльну газету «Православна Буковина», цього ж року до храмового свята нагороджений патріархом Філаретом Хрестом з прикрасами.
У 2005 році написав наукову працю «Вчення Свідків Єгови в світлі Євангельської істини», за що Вченою радою Київської духовної академії присвоєно вчений ступінь — кандидат богослов'я.
У 2010 році до дня Святої Пасхи нагороджений патріархом Філаретом найвищою церковною нагородою;— митрою. Цього ж року призначений обласним благочинним Кіцманської єпархії та головним редактором єпархіальної газети «Православна Буковина».
у вересні 2011 року прийнятий до Національної Спілки журналістів України.
Є автором багатьох статей і публікацій.